# Inspektor Fousek na stopě
Inspektor Fousek na stopě je český animovaný televizní seriál z roku 2007 vysílaný v rámci Večerníčku. Námět a scénář zpracovala Hana Lamková, režie se ujal její manžel Josef Lamka. Za kamerou stál Jakub Halousek. Na výtvarné stránce se podílela Eva Sýkorová-Pekárková. Hudbu zkomponoval Petr Skoumal. Hlavní postavy namluvili Barbora Hrzánová, Josef Dvořák a Pavel Zedníček. Bylo natočeno 13 detektivních příběhů, děj se vešel do 9 minut.
Vyrobeno ploškovou technikou ve studiu Anima pro Centrum tvorby pro děti a mládež České televize.

## Obsah
V budově Ministerstva pro odhalování nevysvětlitelných záhad, úplně v nejnižším patře, má svou kancelář inspektor Fousek. Když si ministerstvo neví rady, Fousek je vždy připraven. Má ve své kanceláři boudu, protože Fousek je pes. Jeho spolupracovnicí je odvážná a parádivá kočka Micumiši a hlemýžď Herkules Maratón, který je přeborníkem ve zpomalování soudních jednání. Ti tři řeší domácí i mezinárodní případy, vyřeší je a nakonec si řeknou: je to v suchu, i když šnek nemá sucho rád.

## Hlavní postavy
- seržantka Micumiši
- hlemýžď Herkules Maratón
- inspektor Fousek

## Seznam dílů
1. Případ s diamanty
2. Případ vesmírných signálů
3. Případ ztracených hodinek
4. Případ královny krásy
5. Případ zmizelého strašidla
6. Případ ukradeného špekáčku
7. Případ duhové perly
8. Případ bílého králíčka
9. Případ státního tajemství
10. Případ starých mincí
11. Případ důležitého telegramu
12. Případ pravěké bohyně
13. Případ Teleštísko